# Grammatica napoletana
La grammatica napoletana è l'insieme delle regole che governano l'uso delle parole, delle frasi e dei periodi nella lingua napoletana, diffuso in un vasto settore della Campania occidentale (ivi compresa la città di Napoli) e suddiviso in numerose varietà locali.

Il dialetto napoletano (IVB) nel sistema dei dialetti meridionali intermedi

Presenta per molti aspetti delle somiglianze con le grammatiche delle altre lingue romanze, ma, contrariamente ad alcune di queste, non esiste un'accademia linguistica che codifichi quale sia la grammatica napoletana standard.
Il napoletano è una lingua flessa: per esempio, i sostantivi e i pronomi sono flessi nel genere (femminile, maschile e neutro) e nel numero (singolare e plurale), e i verbi si coniugano in base alla persona, al tempo e al modo.

## Articoli
In napoletano esistono articoli determinativi e indeterminativi; si flettono in base a genere e numero e concordano con i sostantivi che li seguono. L'articolo cambia a seconda che il suono successivo sia consonantico o vocalico. 
|                 | Maschile singolare | Femminile singolare | Neutro singolare | Maschile plurale | Femminile plurale | Neutro plurale |
| Determinativi   | 'o l'              | 'a l'               | 'o l'            | 'e ll'           | 'e ll'            | 'e ll'         |
| Indeterminativi | nu n'              | na n'               | nu n'            | (cierte)         | (certe)           | (cierte)       |

### Articoli determinativi
- maschile singolare:
  - 'o (davanti a parole che iniziano per suono consonantico: 'o sole),
  - l' (davanti a parole che iniziano con un suono vocalico: l'amico).
- femminile singolare:
  - 'a
  - l'
- neutro singolare:
  - 'o. L'articolo 'o provoca raddoppiamento fonosintattico nel sostantivo neutro che lo segue: "il ferro", 'o fierro, si pronuncia /offjerrə/. "Il pane", 'o pane, si pronuncia /oppanə/
  - l'
- maschile e neutro plurale:
  - 'e
  - ll'
- femminile plurale:
  - 'e. L'articolo femminile plurale e provoca raddoppiamento fonosintattico nel sostantivo che segue: 'e femmene si pronuncia /effemmənə/.
  - ll'

Articoli indeterminativi
- maschile e neutro singolare:
  - nu
  - n'
- femminile singolare:
  - na
  - n'

Gli articoli indeterminativi plurali non esistono, e al loro posto si usano le forme plurali dell'aggettivo indefinito "cierto".
La distinzione tra l'articolo 'o maschile e l'articolo 'o neutro che provoca il raddoppiamento fotosintattico è nata nella genesi della lingua napoletana a partire dal latino. L'articolo 'o maschile deriva dal latino illum. Ad esempio l'espressione "il figlio" si sviluppa come "illum filium" → "lo figlio" → "o figlio". Invece l'articolo o neutro deriva dal latino illud. Ad esempio l'espressione 'il pane' si sviluppa come "illud panis" → "lud pane" → "lup pane" → "o ppane". In definitiva, la d del latino illud ha lasciato la sua impronta come una consonante doppia all'inizio del nome neutro.

## Sostantivi

### Pronuncia identica in genere e numero
A seguito dell'indebolimento della vocale finale, molti sostantivi hanno una pronuncia identica nel singolare e nel plurale, e altri hanno una pronuncia identica nel maschile e nel femminile. Ad esempio, la parola guaglione (ragazzo) e la parola guagliona (ragazza) si pronunciano sempre /(ɡ)waˈʎːonə/.
Il genere e il numero del sostantivo si distingue grazie all'utilizzo del differente articolo, alla presenza o meno del rafforzamento sintattico, ed alla concordanza del verbo. Alcuni sostantivi hanno invece una forma distinta per il plurale, talvolta basata sulla mutazione della vocale tonica (per esempio  'o cartone diventa  'e cartune).

### Mutazione della vocale tonica
In alcuni sostantivi della lingua napoletana, la vocale tonica (accentata) varia e permette di distinguere il genere o il numero del sostantivo. Ad esempio, le parole guaglione (ragazzo/ragazza) e guagliune (ragazzi/ragazze) si pronunciano allo stesso modo se non per la vocale tonica che passa da o ad u nel plurale.
La mutazione della vocale tonica serve anche a distinguere il genere di diversi aggettivi o sostantivi, per esempio le parole sicco (secco, pronunciato [ˈsikkə]) e secca (secca, pronunciato [ˈsekkə]) la vocale finale si pronuncia alla stessa maniera, mentre la vocale tonica interna cambia e permette di distinguere il genere.
In linguistica, il fenomeno di delle vocali interne nella flessione della parola è detto metafonia. L'utilizzo della metafonia nella lingua napoletana si traccia nella storia linguistica partendo dal latino volgare.
La desinenza -u(m) del latino si evolse nella vocale centrale ə senza lasciare traccia. Ad esempio in at. volgare: *rǔxum → *rǔxu(m) → russu → napoletano: russe (dove la "e" va letta come /ə/, timbro vocalico neutro)
Invece la desinenza latina del femminile -a(m) cadde lasciando una sua traccia all'interno della sillaba radicale, deviando il naturale sviluppo di -ǔ- tonico latino in -o-, così come si può evincere dall'esempio:
Femminile: lat. volgare: *rǔxam → *ruxa(m) → russa → rossa →napoletano: rosse (la "a" determina il passaggio di "u" a "o", apre dunque il timbro vocalico, dato che il suono [a] è una vocale aperta.)
In base alla stessa regola: masc. "nire", femm: "nere", "nero/a"(< lat. "ni(g)ru(m)", "ni(g)ra(m)"), masc. "gruosso", femm. "grossa", "grande", "grosso/a" (< lat. "gross(um)", "gross(am)").
Lo stesso fenomeno sta alla base della formazione di alcuni plurali, come dimostra l'esempio:
Singolare: lat. pisce(m) → napoletano: pesce
Plurale: lat. pisce (s) → napoletano: pisce (dove la "s" del plurale prima di cadere palatalizza la "e" della sillaba radicale e la trasforma in "i").
Della metafonia allo scopo di formare femminili e plurali fa uso ancora più frequente una delle varianti del napoletano, il dialetto casalese, laddove in certi casi il napoletano standard non se ne serve:
Napoletano: sing. " 'o cane", plur. " 'e cane" 
e Napoletano Casalese: sing. "u cane", plur. "i chene".
A scopo riassuntivo si illustra la seguente tabella, associando alla grafia la pronuncia secondo l'alfabeto fonetico internazionale. La vocale finale sia nel genere maschile che nel genere femminile ha un suono neutro /ǝ/. Bisogna notare che in parole come buono, grosso, e nuovo la vocale passa da chiusa ad aperta nel femminile. Ad esempio in buonə, la forma maschile di buono, la lettera o è chiusa, e lo si denota col simbolo [o] nell'alfabeto fonetico internazionale, mentre nel femminile bonə, la lettera o è aperta e lo si denota col simbolo [ɔ] dell'alfabeto fonetico internazionale. Lo stesso avviene in vecchio con la e che passa da chiusa ad aperta nel femminile.
|         | maschile           | femminile         |
| ------- | ------------------ | ----------------- |
| buono   | buono [ˈbwoːnə]    | bona [ˈbɔːnə]     |
| nero    | niro [ˈniːrə]      | nera [ˈneːrə]     |
| secco   | sicco [ˈsikkə]     | secca [ˈsekkə]    |
| nuovo   | nuovo [ˈnwoːvə]    | nova [ˈnɔːvə]     |
| grosso  | gruosso [ˈɡrwossə] | grossa [ˈɡrɔːssə] |
| santo   | santo [ˈsandə]     | santa [ˈsandə]    |
| vecchio | viecco [ˈvjekkə]   | vecca [ˈvɛkkə]    |
| rosso   | russo [ˈruss(ə)]   | rossa [ˈross(ə)]  |

### Genere neutro e raddoppiamento sintattico
Esiste il genere neutro; lo ritroviamo ad esempio negli aggettivi dimostrativi, e nella diversità di regole del neutro rispetto agli altri due generi in caso di raddoppiamento sintattico. In virtù di esso, infatti, i sostantivi neutri raddoppiano davanti all'articolo determinativo la vocale iniziale al singolare, mentre al plurale torna ad essere pronunziata più debolmente (es.: 'o ffierro / 'e fierre). Ma non è l'unico caso di raddoppiamento sintattico in napoletano. Qui di seguito illustreremo i casi principali in cui esso è adoperato nella lingua:
- dopo l'articolo femminile plurale, laddove nel singolare è assente (es.: 'a caccavella / 'e ccaccavelle);
- dopo alcuni aggettivi, preposizioni, congiunzioni ed avverbi (come: nu, e, né, cocche, accussì, ogne, a, cu, pe, chiù, tre, loco, che);
- dopo il verbo essere, nelle forme sò, sî ed è (ma NON nelle forme songo, enne e sonne);
- dopo il verbo puté, nelle forme può e pò);
- dopo il pronome personale complemento 'e, in tutti e tre i generi (es.: 'e bberive - li/le/li vedevi);
- dopo il pronome personale complemento 'o, solo quando ha genere neutro (es.: chello 'o bberive - ciò lo vedevi / chillo guaglione 'o verive - quel ragazzo lo vedevi)
- alla terza persona singolare dell'indicativo passato prossimo, dopo l'ausiliare he, in modo tale da distinguerla dalla seconda singolare, avente lo stesso ausiliare (es.: tu he ritto / isse he dditto).

Dobbiamo poi ricordare anche che non tutte le consonanti raddoppiano regolarmente, in quanto alcune seguono raddoppiamenti particolari. Vediamo quali sono i casi:
- la r si raddoppia in dd (fenomeno opposto al classico rotacismo napoletano);
- la v antevocalica si raddoppia in bb.

### Accusativo preposizionale
Altro fenomeno grammaticale presente in napoletano ma assente in italiano è l'accusativo preposizionale, che consiste nell'introdurre il complemento oggetto con la preposizione dativale a, ma solo se ci si riferisce a cosa animata, analogalmente a quanto avviene in spagnolo e in sardo (es.: aggio visto a 'na nenna / aggio visto 'na machina).

## Aggettivi

### Aggettivi e pronomi dimostrativi
In napoletano, come in toscano, esistono due dimostrativi diversi per indicare vicinanza o lontananza rispetto a chi parla o a chi scrive: "Chillo" (equivalente all'italiano "quello") e "Chisto" (equivalente all'italiano "questo").
| Maschile singolare | Femminile singolare | Neutro Singolare | Maschile plurale | Femminile plurale | Neutro plurale |
| ------------------ | ------------------- | ---------------- | ---------------- | ----------------- | -------------- |
| Chisto/'stu        | Chesta/'sta         | Chesto/'stu      | Chisti/'sti      | Cheste/'ste       | Chisti/'sti    |
| Chillo             | Chella              | Chello           | Chilli           | Chelle            |                |

### Aggettivo possessivo
L'aggettivo possessivo segue sempre il nome a cui si riferisce, per esempio  'o sole mio, e in alcuni casi si lega per enclisi a questo: ciò avviene con alcuni nomi di parentela al singolare quando il possessore sia di prima o seconda persona singolare, per esempio fràtemo, sòreta, ma 'o frate vuosto,  'a sora soja, etc.
| Maschile / Neutro singolare | Femminile singolare | Maschile / Neutro plurale | Femminile plurale |
| --------------------------- | ------------------- | ------------------------- | ----------------- |
| mio (-mo)                   | mea (-ma)           | mie                       | mee               |
| tuojo (-to)                 | toja (-ta)          | tuoje                     | toje              |
| suojo                       | soja                | suoje                     | soje              |
| nuosto                      | nosta               | nuoste                    | noste             |
| vuosto                      | vosta               | vuoste                    | voste             |
| loro                        | lora                | lore                      | lore              |

### Aggettivo possessivo e articoli indeterminativi
Come in altre lingue romanze e non, gli aggettivi possessivi non possono essere preceduti da articoli indeterminativi. Pertanto, si ricorrerà al partitivo n'amico dô mio (de + 'o) o n'amico a me (francese un ami à moi, inglese a friend of mine, tedesco ein Freund von mir) per intendere un mio amico.

## Preposizioni

### Preposizioni semplici ed articolate
| Preposizioni semplici | 'O                    | 'A                    | 'E                    |
| --------------------- | --------------------- | --------------------- | --------------------- |
| 'e                    | d' 'o, r' 'o          | d' 'a, r' 'a          | d' 'e, r' 'e          |
| a                     | ô                     | â                     | ê                     |
| addu                  | add' 'o               | add' 'a               | add' 'e               |
| (adinto)*             | dint'ô (cont.: 'nt'ô) | dint'â (cont.: 'nt'â) | dint'ê (cont.: 'nt'ê) |
| cu                    | cu 'o, c' 'o          | cu 'a, c' 'a          | cu 'e, ch' 'e         |
| ncopp'a               | ncopp'ô               | ncopp'â               | ncopp'ê               |
| pe                    | pe 'o                 | pe 'a                 | pe 'e                 |
| mmiezo                | mmiez'ô               | mmiez'â               | mmiez'ê               |

- La preposizione italiana "in", in napoletano, presenta due traduzioni: la prima è (a)dinto (letteralmente "dentro"); la seconda è la proclitica "n-", che si aggiunge davanti alla parola cui si riferisce (es.: in terra = nterra; in cielo = ncielo) e che ammette anche alcune variazioni ortografiche (es.: in mano = mmana; in bocca = mmocca).

## Pronomi

### Pronomi personali
| persona/caso           | nominativo | accusativo | dativo  | comitativo |
| 1ª singolare           | io/i’      | me         | me      | mico       |
| 2ª singolare           | tu         | te         | te      | tico       |
| 3ª singolare maschile  | isso       | 'o         | ce (le) | -          |
| 3ª singolare femminile | essa       | 'a         | ce      | -          |
| 1ª plurale             | nuje/nuie  | (n)ce      | (n)ce   | -          |
| 2ª plurale             | vuje/vuie  | ve         | ve      | -          |
| 3ª plurale             | lloro      | 'e         | ce      | -          |

## Fenomeni di crasi
In napoletano, la crasi è sempre sovrascritta dall'accento circonflesso e si può osservare in diversi casi; vediamo quali:
- con alcune preposizioni articolate, dove l'articolo determinativo si fonde con la vocale di alcune preposizioni (vedi sopra);
- tra pronome personale complemento e l'ausiliare "avé" nella forma "he", il cui esito è sempre "hâ" (es.: he fatte = hai fatto / ha fatto; hâ fatte = lo/la/li hai fatto / lo/la/li ha fatto). Tale fenomeno avviene anche col verbo "avé 'a" nella forma "he'a", dove l'esito della crasi è sempre "hâ" (es.: he'a fà = devi fare ; hâ fà = lo/la/li devi fare).

## Verbi

### Il verboessere
Segue la flessione del verbo essere.
| Presente indicativo | Imperfetto indicativo | Passato prossimo            | Passato remoto indicativo | Congiuntivo imperfetto |
| ------------------- | --------------------- | --------------------------- | ------------------------- | ---------------------- |
| I' songo / so'      | I' ero/sevo*          | I' so' stato/aggio stato    | I' fuje                   | I' fosse               |
| Tu sî               | Tu ire/sive*          | Tu sî stato/hê stato        | Tu fuste                  | Tu fusse               |
| Isso è/enne*        | Isso era/seva*        | Isso è stato/ha stato       | Isso fuje                 | Isso fosse             |
| Nuje simmo          | Nuje eramo/sevamo*    | Nuje simmo state/âmmo state | Nuje fujemo               | Nuje fossemo           |
| Vuje site           | Vuje ireve/siveve*    | Vuje site state/âte state   | Vuje fusteve              | Vuje fusseve           |
| Lloro songo/so'     | Lloro erano/sevano*   | Lloro so' state/hanno state | Lloro fujeno              | Lloro fosseno          |

(*=forme non utilizzate a Napoli)

### Il verboavé
Il corrispondente napoletano diretto del verbo avere (avé) è talvolta usato come verbo ausiliare anche lì dove in italiano si utilizzerebbe essere, per esempio con i verbi riflessivi oppure con i verbi di movimento (aggio juto, aggio venuto; cf. Sp. he ido, he venido).
Talvolta, però, si può trovare da solo, col significato di "ricevere", "ottenere". Molte delle sue forme esistono in una forma piú etimologica, come haje, che si usa soprattutto in senso pieno, e in una forma contratta, hê, che si usa soprattutto come ausiliare.
| Presente indicativo | Imperfetto indicativo | Passato prossimo indicativo | Passato remoto indicativo        | Trapassato prossimo indicativo | Congiuntivo imperfetto  |
| ------------------- | --------------------- | --------------------------- | -------------------------------- | ------------------------------ | ----------------------- |
| I' aggio            | I' aveva              | I' aggio avuto              | I' avette (êtte)/aviette         | I' êva avuto                   | I' avesse (êsse)        |
| Tu haje/hê          | Tu avive              | Tu hê avuto                 | Tu aviste                        | Tu îva avuto                   | Tu avisse (îsse)        |
| Isso ave/ha         | Isso aveva            | Isso ha avuto               | Isso avette (êtte)               | Isso êva avuto                 | Isso avesse (êsse)      |
| Nuje âmmo/avimmo    | Nuje avévamo (êvemo)  | Nuje âmmo avuto             | Nuje avettemo (êttemo)/aviettemo | Nuje êvema avuto               | Nuje avessemo (êssemo)  |
| Vuje âte/avite      | Vuje aviveve (îveve)  | Vuje âte avuto              | Vuje avisteve                    | Vuje îveva avuto               | Vuje avisseve (îsseve)  |
| Lloro àveno/hanno   | Lloro avevano (êvano) | Lloro hanno avuto           | Lloro avetteno (êtteno)          | Lloro êvano avuto              | Lloro avesseno (êsseno) |

### Il verbotené
Similmente allo spagnolo il corrispondente napoletano del verbo tenere (tènere oppure tené) è usato, in luogo del corrispondente diretto di avere, in tutti i casi in cui indica possesso oppure una condizione come l'appetito, la sete, etc. Il verbo avé si usa solo come ausiliare per i tempi composti (aggio fatto), per la locuzione avè 'a (si veda sotto) e in locuzioni cristalizzate come agge pacienza, ave raggione, etc.

### Somiglianze con lo spagnolo
Come nello spagnolo, il verbo essere si traduce napoletano con due verbi: stà (stare) per descrivere uno stato temporaneo e essere negli altri casi.

Stongo malato (Sono malato, spagnolo: estoy enfermo) 

Altre somiglianze con lo spagnolo sono rappresentate dall'esistenza dell'accusativo personale retto dalla preposizione a come nella frase aggio visto a Pascale (qui il complemento oggetto è introdotto, a differenza dell'italiano, dalla preposizione a perché ci si riferisce ad una persona, però si dice semplicemente, riferendosi ad una cosa, aggio visto nu chiuovo: "ho visto un chiodo").

### Il verboavé 'a
In luogo del verbo dovere si usa la locuzione avé 'a, derivata dalla perifrastica passiva latina (aggio 'a fa, ha da venì). Essa ha subìto numerose varianti ed accorciamenti nei vari usi locali (ad esempio eggia invece di aggio 'a, ammo 'a (amm' 'a), émme a (émm'a) o addirittura imme a (imm'a) varianti dell'esteso avimmo 'a ecc.). Come in tante altre lingue, esistono omofoni di significato differente (il suono e, pronunciato chiuso, può riferirsi alla congiunzione coordinativa identica in italiano, alla preposizione semplice di, all'articolo plurale gli oppure le, ai pronomi personali li oppure le, alla forma contratta della seconda persona singolare dell'indicativo del verbo avere (hê) e, in alcune varianti del dialetto, può perfino indicare tu devi: tu hê 'a).

## Coniugazione del verbo
La lingua napoletana ha ben quattro coniugazioni, come in latino, infatti il napoletano non fonde, a differenza dell'italiano, -ēre e -ĕre in un'unica coniugazione. Il napoletano, infatti, apporta una modifica all'interno della coniugazione in -ere, distinguendo i verbi che portano l'accento sulla sillaba della desinenza dell'infinito da quelli che invece lo presentano prima della desinenza dell'infinito; nel primo caso (coniugazione tonica) abbiamo verbi come veré, avé, sapé, tené, nel secondo (coniugazione atona) configurano verbi quali correre, vevere, scrivere, perdere (dove le "e" della desinenza dell'infinito indicano il suono neutro /ə/ e praticamente non si pronunciano, mentre l'accento cade sulla sillaba radicale). Per quanto riguarda la prima e la terza coniugazione, queste si presentano come in italiano ma tronche della sillaba -re, per cui, ad esempio, i verbi campà, salutà, magnà, guardà sono della prima coniugazione (-are in italiano), mentre sentì, furnì, arapì, murì appartengono alla terza coniugazione (-ire in italiano). Alcuni verbi hanno una doppia appartenenza di coniugazione, ma solamente all'infinito, come sentì/sèntere (sentire), tra la seconda e la terza coniugazione, curcà/còrchere (andare a letto), tra la prima e la seconda coniugazione, tené/tènere (avere), tra la seconda coniugazione atona e tonica.
I verbi presentano, come in altre lingue romanze, autonome desinenze per i vari tempi verbali: ad es. il verbo campà al presente si coniugherà io campo, al passato remoto io campaje, al passato prossimo io aggio campato, al futuro io camparraggio (ma questa forma tende ad essere sempre meno utilizzata e sostituita dal presente o dalla circonlocuzione avere da). Il condizionale presente (io camparrìa) nell'uso contemporaneo, come pure avviene con lo spagnolo, è sostituito dal congiuntivo imperfetto (io campasse). Sono poi da citare diversi verbi irregolari, soprattutto al presente indicativo ed al participio passato, mentre - a differenza dell'italiano - non esistono passati remoti irregolari (per es. il latino fecit - "fece" - diventa in napoletano regolarmente facette).

### Presente
Essendo neutralizzata ogni differenza tra le desinenze di persona grammaticale, al presente il napoletano ricorre spesso alla metafonia, ovvero al cambio di timbro vocalico a seconda della persona all'interno della sillaba radicale.
Riportiamo in questa tabella la coniugazione dei quattro verbi delle quattro coniugazioni
Negli esempi a venire, la lettera "e" in fine di parola indica un suono neutro /ǝ/; praticamente non va letta.
|            | -à es. parlà | -é es. veré | -ì es. sentì | -ere es. correre |
| Io / I'    | parl-o       | vec-o       | sent-o       | corr-o           |
| tu         | parl-e       | vir-e       | sient-e      | curr-e           |
| isso, essa | parl-e       | ver-e       | sent-e       | corr-e           |
| nuje       | parl-ammo    | ver-immo    | sent-immo    | curr-immo        |
| vuje       | parl-ate     | ver-ite     | sent-ite     | curr-ite         |
| lloro      | parl-eno     | ver-eno     | sent-eno     | corr-eno         |

Le desinenze del presente hanno una certa regolarità e ricordano quelle dell'italiano.
La seconda persona singolare subisce metafonia in sillaba radicale se all'interno di quest'ultima è presente vocale "e" oppure "o" (veco/vire, sento/siente, corro/curre, per un confronto tra prima e seconda persona plurale). La metafonia è un fenomeno ancora più vitale all'interno di altre varianti del napoletano, come il casalese, che lo adatta anche al timbro vocalico "a" e lo trasforma in "e" (/ɛ/) (ad es: i' parlo/tu pèrle, per un confronto tra le prime due persone singolari).
Da notare l'alternanza vocalica tra /e/ ed /ə/ nei verbi veré e sentì tra le prime due persone plurali e le altre, così come quella tra /o/ e /u/ (riportata anche graficamente) nella coniugazione del verbo correre; questi verbi sono spia della particolarità delle prime due persone plurali, che tende a presentare all'interno della radice un timbro fonico più chiuso rispetto alle altre persone.
Si riportano di seguito altri confronti tra le prime due persone singolari per mostrare la frequenza assidua di metafonia: mòro/muóre (murì), lèggo/liégge (leggere), pèrdo/piérde (perdere), créro/crire (crerere), sòno/suóne (sunà), vévo/vive (vevere), tèngo/tiéne (tené), ecc..
Le voci verbali della prima e della seconda persona plurali presentano l'accento sempre sulla vocale della desinenza, mentre nella terza persona plurale l'accento cade sulla radice (segnata in corsivo nella tabella).
Di seguito riportiamo la coniugazione di alcuni verbi irregolari:
| ì (tema "j-") | sapé (tema "sap-") | puté (tema "put-") | vulé (tema "vul-") |
| ------------- | ------------------ | ------------------ | ------------------ |
| vaco          | saccio             | pozzo              | voglio             |
| vaje          | saje               | puó                | vuó                |
| va            | sape               | pò (pote)          | vò                 |
| jammo         | sapimmo            | putimmo            | vulimmo            |
| jate          | sapite             | putite             | vulite             |
| vanne         | sàpene/sanno       | ponne              | vonne              |

Per quanto riguarda la coniugazione degli ausiliare, si rimanda alle sezioni seguenti circa i tempi composti.

### Passato prossimo
|         | -à es. parlà  | -é es. caré       | -ì es. partì       | -ere es. véncere |
| Io / I' | aggio parlato | aggio/so' caruto  | aggio/so' partuto  | aggio venciuto   |
| tu      | hê parlato    | hê/sî caruto      | hê/sî partuto      | hê venciuto      |
| isso    | ha parlato    | ha/è caruto       | ha/è partuto       | ha venciuto      |
| nuje    | ammo parlato  | ammo/simmo carute | ammo/simmo partute | ammo venciuto    |
| vuje    | ate parlato   | ate/site carute   | ate/site partute   | ate venciuto     |
| lloro   | hanno parlato | hanno/so' carute  | hanno/so' partute  | hanno venciuto   |

### Imperfetto
|            | -à es. parlà | -é es. caré | -í es. partí | -ere es. (a)véncere |
| Io / I'    | parlavo      | carevo      | partevo      | (a)vencevo          |
| tu         | parlave      | carive      | partive      | vencive             |
| isso, essa | parlava      | careva      | parteva      | (a)venceva          |
| nuje       | parlàvame    | carévame    | partévame    | (a)vencévame        |
| vuje       | parlàveve    | caríveve    | partíveve    | (a)vencíveve        |
| lloro      | parlàvane    | carévane    | partévane    | (a)vencévane        |

Esiste anche una forma antica dell'imperfetto (i' facìa, i' vedìa) che oggi non è più usata a Napoli, ma è rimasta in alcuni dialetti del basso Cilento.

### Passato remoto
|            | -à es. parlà | -é es. caré           | -í es. partí            | -ere es. véncere        |
| Io / I'    | parlaje      | cariette*/carette     | partiette*/partette     | venciette*/vencette     |
| tu         | parlaste     | cariste               | partiste                | venciste                |
| isso, essa | parlaje      | carette               | partette                | vencette                |
| nuje       | parlàjemo    | cariettemo*/carettemo | partiettemo*/partettemo | vencietteme*/vencettemo |
| vuje       | parlasteve   | caristeve             | partisteve              | vencisteve              |
| lloro      | parlajene    | carèttene             | partèttene              | vencèttene              |

- La prima persona singolare e plurale oggi a Napoli si coniugano come -ètte e -èttemo; tuttavia, le desinenze -iétte e -iéttemo sono desinenze più antiche e usate ormai solo in alcuni comuni della Città Metropolitana
- Oltre alle due desinenze già citate, in alcuni comuni la seconda persona singolare si coniuga come -ìstene anziché -ìsteve (eg: "voi faceste" a Napoli è vuie facisteve, mentre nelle due Zone Vesuviane è vuie facistene)

### Trapassato prossimo
|            | -à es. parlà        | -é es. caré        | -í es. partí        | -ere es. (a)véncere  |
| Io / I'    | êve/ero parlate     | êve/ero carute     | êve/ero partute     | êve/ero venciute     |
| tu         | îva/ire parlate     | îva/ire carute     | îva/ire partute     | îva/ire venciute     |
| isso, essa | êva/era parlate     | êva/era carute     | êva/era partute     | êva/era venciute     |
| nuje       | êvema/èramo parlate | êvema/èramo carute | êvema/èramo partute | êvema/èramo venciute |
| vuje       | îveva/ìreve parlate | îveva/ìreve carute | îveva/ìreve partute | îveva/ìreve venciute |
| lloro      | êvena/èrane parlate | êvena/èrane carute | êvena/èrane partute | êvena/èrane venciute |

### Futuro semplice
Il futuro semplice è anch'esso oramai scomparso (se ne trovano qualche forma nei testi teatrali fino al XIX secolo come in quelli di Antonio Petito). La coniugazione è riportata di seguito.
|            | -à es. parlà | -é es. caré | -í es. partí | -ere es. véncere |
| Io / I'    | parlarràggio | cadarràggio | partarràggio | venciaràggio     |
| tu         | parlarraje   | cadarraje   | partarraje   | venciarraje      |
| isso, essa | parlarrà     | cadarrà     | partarrà     | venciarrà        |
| nuje       | parlarrimmo  | cadarrimmo  | partarrimmo  | venciarrimmo     |
| vuje       | parlarrite   | cadarrite   | partarrite   | venciarrite      |
| llòro      | parlarranno  | cadarranno  | partarranno  | venciarranno     |

Esso è comunemente sostituito dal presente indicativo, il senso futuro espresso da un avverbio di tempo (tale costruzione è molto frequente anche in italiano): Dimane vaco a Napule  (Domani vado a Napoli)
Alternativamente, si può usare la perifrasi avé 'a + infinito, la quale dà una sfumatura di dovere.
|            | -à es. parlà                  | -é es. caré | -í es. partí | -ere es. véncere |
| Io / I'    | aggi'a parlà                  | aggi'a caré | aggi'a partì | aggi'a véncere   |
| tu         | hê 'a parlà                   | hê 'a caré  | hê 'a partì  | hê 'a véncere    |
| isso, essa | ha dda a parlà                | ha dda caré | ha dda partí | ha dda véncere   |
| nuje       | amm'a (rid. di avìmm'a) parlà | amm'a caré  | amm'a partí  | amm'a véncere    |
| vuje       | at'a (rid. di avit'a) parlà   | at'a caré   | at'a partí   | at'a véncere     |
| lloro      | hann'a parlà                  | hann'a caré | hann'a partí | hann'a véncere   |

### Condizionale presente
Il condizionale, una volta tempo a sé stante, è stato completamente sostituito nell'uso attuale dal congiuntivo imperfetto. 
|            | -à es. parlà  | -é es. veré  | -ì es. sentì  | -ere es. correre |
| Io / I'    | parlarria     | vedarria     | sentarria     | currarria        |
| tu         | parlarrisse   | vidarrisse   | sentarrisse   | currarrisse      |
| isso, essa | parlarria     | vedarria     | sentarria     | currarria        |
| nuje       | parlarrìamo   | vedarrìamo   | sentarrìamo   | currarrìamo      |
| vuje       | parlarrisseve | vedarrisseve | sentarrisseve | currarrisseve    |
| lloro      | parlarriano   | vedarriano   | sentarriano   | curr-arr-iano    |

I' te vurria vasà' (Vincenzino Russo)

### Congiuntivo imperfetto
|            | -à es. parlà | -é es. caré | -í es. partí | -er es. véncere |
| Io / I'    | parlasse     | caresse     | partesse     | vincesse        |
| tu         | parlasse     | carisse     | partisse     | vincisse        |
| isso, essa | parlasse     | caresse     | partesse     | vincesse        |
| nuje       | parlàssemo   | caréssemo   | partéssemo   | vincéssemo      |
| vuje       | parlàsseve   | carisseve   | partisseve   | vincisseve      |
| lloro      | parlàsseno   | carésseno   | partésseno   | vincésseno      |

### Congiuntivo trapassato
|            | -à es. parlà   | -é es. caré   | -í es. partí   | -er es. véncere |
| Io / I'    | êssa parlate   | êssa carute   | êssa partute   | êssa venciute   |
| tu         | îssa parlate   | îssa carute   | îssa partute   | îssa venciute   |
| isso, essa | êssa parlate   | êssa carute   | êssa partute   | êssa venciute   |
| nuje       | êssema parlate | êssema carute | êssema partute | êssema venciute |
| vuje       | îsseva parlate | îsseva carute | îsseva partute | îsseva venciute |
| lloro      | êssena parlate | êssena carute | êssena partute | êssena venciute |

### Gerundio
| -à es. parlà | -é es. caré | -í es. partí | -ere es. véncere |
| parlanno     | carenno     | partenno     | (a)vencenno      |

### La metafonesi nei verbi
I verbi napoletani si possono dividere in sei gruppi diversi a seconda dell'entità della metafonesi che presentano; pertanto, abbiamo: i verbi coi tre temi in -e, -ie, -ə; i verbi coi tre temi in -e, -i, -ə; i verbi con i due temi in -e, -i; i verbi coi tre temi in -o, -uo, -u; i verbi coi due temi in -o, -u e, infine, i verbi in -ià. Osserviamone il funzionamento al presente indicativo (negli esempi riportati gli schwa sono segnalati col grafema "ə" per evidenziare le differenze nella flessione).
| Fəté    | Mettərə  | Signà    | Jucà    | Vutà    | Pazzià    |
| ------- | -------- | -------- | ------- | ------- | --------- |
| Fetə    | Mecchə   | Segnə    | Jochə   | Votə    | Pazzeə    |
| Fietə   | Mittə    | Signə    | Juochə  | Vutə    | Pazzijə   |
| Fetə    | Mettə    | Segnə    | Jochə   | Votə    | Pazzéə    |
| Fətimmə | Məttimmə | Signammə | Jucammə | Vutammə | Pazziammə |
| Fətitə  | Məttitə  | Signatə  | Jucatə  | Vutatə  | Pazziateə |
| Fetənə  | Mettənə  | Segnənə  | Jochənə | Votənə  | Pazzeənə  |

Osservando il comportamento dei verbi sopracitati, possiamo stipulare la seguente tabella che descrive nel dettaglio il comportamento di ogni singola vocale nel sistema metafonetico napoletano:
|                                   | Grado normale | Grado allungato | Grado zero              |
| Sistema indipendente (o della A)  | A             | A               | A                       |
| I sistema dipendente (o della I)  | È             | IÉ              | Ə (antic. "I")          |
| I sistema dipendente (o della I)  | É             | I               | Ə / I (antic. solo "I") |
| I sistema dipendente (o della I)  | I             | I               | I                       |
| II sistema dipendente (o della U) | Ò             | UÓ              | U                       |
| II sistema dipendente (o della U) | Ó             | U               | U                       |
| II sistema dipendente (o della U) | U             | U               | U                       |

Gli altri tempi e modi verbali si formano prendendo il tema del presente, ricavabile dalla prima persona plurale di ogni verbo (per esempio, i temi dei verbi sopra riportati saranno rispettivamente: fət- ; mətt- ; juc- ; vut- ; pazzi- ); fa eccezione a questa regola l'infinito dei verbi in -ere, che prendono il grado normale anziché quello zero.

### La velarizzazione nolana
La velarizzazione nolana interviene alla prima persona singolare del presente indicativo dei verbi col tema in dentale (d, t), o in nasale scempia (-nn > -nd), trasformandole in una velare (g, c).
Essa interviene per alcuni verbi il cui tema termina con doppia consonante; ad esempio:
- "scetà", con tema in scet-, ha regolarmente "i' sceto";
- "spettà", con tema in spett-, presenta velarizzazione nolana, con risultante "i' aspecco").

Eccezioni alla regola sono i verbi "menà" e "repetere", i quali, nonostante presentino un'unica consonante prima delle desinenze, si velarizzano comunque (avremo, pertanto: "i' mengo" e "i' repeco"; il primo per possibile analogia con "i' mango", il secondo di derivazione oscura).
La velarizzazione nolana potrebbe essere un esito del substrato lingua osca nel volgare campano, riscontrabile anche in alcune forme verbali anomale come "saccio" e "aggiâ".  Secondo tale ipotesi, dunque, nel passaggio dal lingua latina a quello volgare si sarebbe aggiunto un "j" prima della desinenza "-o" tipica della prima persona singolare, generando una serie di trasformazioni fonetiche che qui proveremo a ricostruire, prendendo come verbi campione "mettere", "perdere" e "sentere":
- mitto < *mettjo < *meggio < *megghio < *meggo < mecco
- perdo < *perdjo < *pergio < *perghio < pergo
- sentio < *sentjo < *sengio < *senghio < *sengo < senco

Di seguito sono riportati i principali verbi che presentano velarizzazione:
| Infinito presente          | Presente indicativo | Traduzione italiana all'infinito |
| Annettere                  | I' annecco          | Annettere                        |
| Assettà                    | I' assecco          | Sedere                           |
| Cunnettere                 | I' cunnecco         | Connettere                       |
| Jittà                      | I' jecco            | Buttare, gettare                 |
| Mannà (da mandare)         | I' mango            | Mandare                          |
| 'Mbennere (da impendere)   | I' 'mbengo          | Impiccare                        |
| 'Mbonnere (da infundere)   | I' 'mbongo          | Bagnare                          |
| Menà                       | I' mengo            | Menare, lanciare                 |
| Mettere                    | I' mecco            | Mettere                          |
| 'Ntennere (da intendere)   | I' 'ntengo          | Udire, intendere                 |
| Perdere                    | I' pergo            | Perdere                          |
| Repetere                   | I' repeco           | Ripetere                         |
| Responnere (da respondere) | I' respongo         | Rispondere                       |
| Scennere (da de-scendere)  | I' scengo           | Scendere                         |
| Sentere                    | I' senco            | Sentire                          |
| Spannere (da expandere)    | I' spango           | Stendere, spargere               |
| Spettà                     | I' specco           | Aspettare                        |

### I verbi della prima coniugazione monosillabici (stà e rà)
I verbi di prima coniugazione monosillabici all'infinito (essenzialmente solo "stà" e "rà") presentano un'alternanza di desinenze di prima e di seconda coniugazione nel corso della flessione, oltre che un'atipica uscita in -ongo anziché in -o alla prima persona singolare dell'indicativo presente attivo. Osserviamone il comportamento nei tempi semplici, prendendo come esempio il verbo "stà":
| Presente indicativo | Imperfetto indicativo | Passato remoto indicativo | Condizionale    | Gerundio          | Participio passato |
| ------------------- | --------------------- | ------------------------- | --------------- | ----------------- | ------------------ |
| I' st-ongo          | I' st-eve             | I' st-iette               | I' st-esse      | St-anno / St-enno | St-ate             |
| Tu st-aje           | Tu st-ive             | Tu st-iste                | Tu st-isse      |                   |                    |
| Isso st-a           | Isso st-eve           | Isso st-ette              | Isso st-esse    |                   |                    |
| Nuje st-ammo        | Nuje st-eveme         | Nuje st-ietteme           | Nuje st-esseme  |                   |                    |
| Vuje st-ate         | Vuje st-iveve         | Vuje st-isteve            | Vuje st-isseve  |                   |                    |
| Lloro st-anne       | Lloro st-evene        | Lloro st-ettene           | Lloro st-essene |                   |                    |

### I verbi in -uà
I verbi in -uà presentano una flessione irregolare al presente indicativo, mentre gli altri modi e tempi verbali si comportano regolarmente. Osserviamone la flessione:
| Luvà (< *lewà < levà)               | Pruvà (< *pruwà < pruvà)               |
| ----------------------------------- | -------------------------------------- |
| I' levo                             | I' provo                               |
| Tu lieve                            | Tu pruove                              |
| Isso leve                           | Isso prove                             |
| Nuje luvammo (< *lewamme < levamme) | Nuje pruvammo (< *pruwamme < pruvamme) |
| Vuje luvate (< *lewate < levate)    | Vuje pruvate (< *pruwate < pruvate)    |
| Lloro lèvene                        | Lloro pròvene                          |

## Fonetica

### iiniziale
Le parole che iniziano con una i semivocalica (sovente trascritta come j) cioè con una i seguita da un'altra vocale, aggiungono al principio della parola il suono ggh- se sono sottoposte a raddoppiamento sintattico (per es. quando seguono l'avverbio nun, davanti all'articolo femminile plurale, con la preposizione pe, etc.). Un'applicazione di questa regola è il plurale di  'a jurnata:  'e gghiurnate ("le giornate").

### Pronuncia forte e debole
Come in inglese alcune parole hanno due distinte pronunce: una forte e una debole, e ad esse corrisponde una diversa enfasi del termine: in generale in napoletano la prima pronuncia si differenzia dalla seconda per l'emissione ben marcata della vocale finale, in luogo dell'abituale suono indistinto in fine di parola di cui si è parlato sopra. In questi casi si pronuncia una u finale per la forma maschile, una a finale per quella femminile ed una i finale per le forme plurali maschili o femminili che siano. La pronuncia forte si utilizza (ed è obbligatoria) soprattutto in casi ben specifici: per es. con alcuni aggettivi se posti prima del sostantivo a cui si riferiscono, mentre sarebbe errato adoperarla se l'aggettivo segue il nome (un paio di esempi per chiarire: nu bellu guaglione, "un bel ragazzo" - in questo caso poiché l'aggettivo precede il nome ed è tra quelli per cui esiste una pronuncia forte, essa è obbligatoria, per cui la u finale andrà pronunciata ben distintamente; se però avessimo detto nu guaglione bello le vocali poste in finale di parola avrebbero avuto il suono indistinto della pronuncia debole abituale).

## Tabella comparativa tra napoletano e nolano
Di sotto si riporta una tabella riassuntiva allo scopo di inquadrare le principali differenze tra le due varianti diatopiche più parlate in Campania, cioè napoletano (più diffuso, parlato nel capoluogo e nei comuni prossimi ad esso) e nolano (meno diffuso, parlato nell'entroterra napoletano, in una striscia di diversi comuni, che vanno da Brusciano a Nola, città da cui prende il nome).
| Napoletano | Nolano |
| --- | --- |
| Metafonia di "mettere" in mett-/miett-/mətt- | Metafonia di "mettere" in mett-/mitt-/mətt- |
| Velarizzazione assente | Velarizzazione delle dentali "t" e "d" in "c" e "g", alla prima persona singolare di alcuni verbi (es.: mecco, aspecco, jecco, senco, ‘ntengo)                                    |
| "N" efelcistica assente | "N" efelcistica presente, nelle forme "enne" e "sonne" |
| Sistema verbale a due ausiliari ("essere" e "avé") | Sistema verbale ad un singolo ausiliare ("avé") |
| Il gerundio dei verbi di prima coniugazione in –anno                                                                                                   | Il gerundio dei verbi di prima coniugazione in –enno |
| I gruppi -lsu(m) e -ldu(m), diventati rispettivamente -vezo e -vero, non subiscono assimilazione (es.: favezo, cavero)                                 | I gruppi -lsu(m) e -ldu(m), diventati rispettivamente -vezo e -vero, si assimilano in -uzo e -uro (es.: fauzo, cauro)                                                             |
| “Ha” come terza persona singolare del verbo "avé", con conseguente assenza del raddoppiamento sintattico al passato prossimo nella medesima persona    | “He” come terza persona singolare del verbo "avé", con conseguente raddoppiamento sintattico al passato prossimo nella medesima persona, per distinzione con la seconda singolare |
| Crasi pronome personale-verbo "avé" assente | Crasi pronome personale-verbo "avé" presente, dando come risultato “hâ” |
| "Avesse" (congiuntivo di "avé") non subisce aferesi | "Avesse" (congiuntivo di "avé") subisce aferesi, diventando "esse" |
| Caso comitativo nei pronomi personali scomparso | Caso comitativo presente, nei pronomi personali di prima e seconda persona singolare, nelle forme "mico" e "tico"                                                                 |
| Intensificamento del timbro "A" al femminile presente nei sostantivi e negli aggettivi, ma non alla fine dei verbi                                     | Intensificamento del timbro "A" al femminile, il quale prevale su "Ə" anche alla fine dei verbi                                                                                   |
| Nel trapassato prossimo, il verbo ausiliare "avé" presenta rotacismo della "v", con risultanti le forme "era", "ira", "era", "erema", "ireva", "erena" | Nel trapassato prossimo, il verbo ausiliare "avé" non presenta rotacismo della "v", con risultanti le forme "eva", "iva", "eva", "evema", "ivena", "evena"                        |
| Imperfetto del verbo "essere" in: "jero", "jire", "jere", "jereme", "jireve", "jerene"                                                                 | Imperfetto del verbo "essere" in: "sevo", "sive", "seve", "seveme", "sivene", "sevene"                                                                                            |
| Dalla seconda coniugazione in poi, si hanno come desinenze di prima persona singolare e plurale al passato remoto -ette e -etteme                      | Dalla seconda coniugazione in poi, si hanno come desinenze di prima persona singolare e plurale al passato remoto -iette e -ietteme (risultato di dittongazione)                  |
| Presenza del costrutto del doppio imperativo, di possibile origine bizantina (es.: Va' a te cocche)                                                    | Assenza del costrutto del doppio imperativo (es.: Vatt'a cuccà) |
| Alla terza persona singolare e plurale della prima coniugazione al passato remoto si hanno le desinenze -aje e -ajene                                  | Alla terza persona singolare e plurale della prima coniugazione al passato remoto si hanno le desinenze -ave e -avene, identiche a quelle dell'imperfetto                         |
| "Liaison" della "E" in principio di parola assente | "Liaison" della "E" in principio di parola presente, quando il lemma precedente termina per vocale (non troncata)                                                                 |
| Recupero della "D" etimologica della preposizione " 'e " quando la parola precedente termina per vocale, al fine di evitare lo iato                    | Recupero della "D" etimologica della preposizione " 'e " assente |
| Quasi totale assenza di participi irregolari (es.: sceggliuto, chiuvuto, muvuto, cuggliuto, sciuggliuto)                                               | Preservamento di forme arcaiche di participi irregolari (es.: sciveto, chiuoppeto, muoppeto, cuouto, sciuouto)                                                                    |